# Remo nos Jogos Olímpicos de Verão de 1988
O remo nos Jogos Olímpicos de Verão de 1988 foi realizado em Seul, na Coreia do Sul, com 14 eventos disputados. 

## Eventos do remo
Masculino: Skiff simples | Skiff duplo | Skiff quádruplo | Dois sem | Dois com | Quatro sem | Quatro com | Oito com

Feminino: Skiff simples | Skiff duplo | Skiff quádruplo | Dois sem | Quatro com | Oito com

## Masculino

### Skiff simples masculino
| Pos. | País                     | Atletas             | Tempo   |
| ---- | ------------------------ | ------------------- | ------- |
|      | Alemanha Oriental (GDR)  | Thomas Lange        | 6m49s86 |
|      | Alemanha Ocidental (FRG) | Peter-Michael Kolbe | 6m54s77 |
|      | Nova Zelândia (NZL)      | Eric Verdonk        | 6m58s66 |

### Skiff duplo masculino
| Pos. | País                  | Atletas                            | Tempo   |
| ---- | --------------------- | ---------------------------------- | ------- |
|      | Países Baixos (NED)   | Nico Rienks Ronald Florijn         | 6m21s13 |
|      | Suíça (SUI)           | Beat Schwerzmann Ueli Bodenmann    | 6m22s59 |
|      | União Soviética (URS) | Aleksandr Marchenko Vasily Yakusha | 6m22s87 |

### Skiff quádruplo masculino
| Pos. | País                    | Atletas                                                      | Tempo   |
| ---- | ----------------------- | ------------------------------------------------------------ | ------- |
|      | Itália (ITA)            | Piero Poli Gianluca Farina Davide Tizzano Agostino Abbagnale | 5m53s37 |
|      | Noruega (NOR)           | Alf Hansen Rolf Thorsen Lars Bjønness Vetle Vinje            | 5m55s08 |
|      | Alemanha Oriental (GDR) | Jens Köppen Steffen Zühlke Steffen Bogs Heiko Habermann      | 5m56s13 |

### Dois sem masculino
| Pos. | País               | Atletas                     | Tempo   |
| ---- | ------------------ | --------------------------- | ------- |
|      | Grã-Bretanha (GBR) | Andy Holmes Steve Redgrave  | 6m36s84 |
|      | Romênia (ROM)      | Dănuţ Dobre Dragoş Neagu    | 6m38s06 |
|      | Iugoslávia (YUG)   | Sadik Mujkič Bojan Prešeren | 6m41s01 |

### Dois com masculino
| Pos. | País                    | Atletas                                                       | Tempo   |
| ---- | ----------------------- | ------------------------------------------------------------- | ------- |
|      | Itália (ITA)            | Carmine Abbagnale Giuseppe Abbagnale Giuseppe di Capua (tim.) | 6m58s79 |
|      | Alemanha Oriental (GDR) | Mario Streit Detlef Kirchhoff René Rensch (tim.)              | 7m00s63 |
|      | Grã-Bretanha (GBR)      | Andrew Holmes Steven Redgrave Patrick Sweeney (tim.)          | 7m01s95 |

### Quatro sem masculino
| Pos. | País                     | Atletas                                                        | Tempo   |
| ---- | ------------------------ | -------------------------------------------------------------- | ------- |
|      | Alemanha Oriental (GDR)  | Roland Schröder Ralf Brudel Olaf Förster Thomas Greiner        | 6m03s11 |
|      | Estados Unidos (USA)     | Raoul Rodriguez Thomas Bohrer Richard Kennelly David Krmpotich | 6m05s53 |
|      | Alemanha Ocidental (FRG) | Norbert Keßlau Volker Grabow Jörg Puttlitz Guido Grabow        | 6m06s22 |

### Quatro com masculino
| Pos. | País                    | Atletas                                                                               | Tempo   |
| ---- | ----------------------- | ------------------------------------------------------------------------------------- | ------- |
|      | Alemanha Oriental (GDR) | Frank Klawonn Bernd Eichwurzel Bernd Niesecke Karsten Schmeling Hendrik Reiher (tim.) | 6m10s74 |
|      | Romênia (ROM)           | Dimitri Popescu Ioan Snep Valentin Robu Vasile Tomoiagă Ladislau Lovrenski (tim.)     | 6m13s58 |
|      | Nova Zelândia (NZL)     | George Keys Ian Wright Gregory Johnston Christopher White Andrew Bird (tim.)          | 6m15s78 |

### Oito com masculino
| Pos. | País                     | Atletas | Tempo   |
| ---- | ------------------------ | --- | ------- |
|      | Alemanha Ocidental (FRG) | Bahne Rabe Eckhardt Schultz Ansgar Wessling Wolfgang Maennig Matthias Mellinghaus Thomas Möllenkamp Thomas Domian Armin Eichholz Manfred Klein (tim.)     | 5m46s05 |
|      | União Soviética (URS)    | Viktor Omelyanovich Vasily Tikhonov Andrey Vasilyev Pavel Gurkovsky Nikolay Kumarov Veniamin But Viktor Diduk Aleksandr Dumchev Aleksandr Lukvanov (tim.) | 5m48s01 |
|      | Estados Unidos (USA)     | Michael Teti Jonathan Smith Edward Patton John Rusher Peter Nordell Jeffrey McLaughlin Douglas Burden John Pescatore Seth Bauer (tim.)                    | 5m48s26 |

## Feminino

### Skiff simples feminino
| Pos. | País                    | Atletas               | Tempo   |
| ---- | ----------------------- | --------------------- | ------- |
|      | Alemanha Oriental (GDR) | Jutta Behrendt        | 7m47s19 |
|      | Estados Unidos (USA)    | Anne Marden           | 7m50s28 |
|      | Bulgária (BUL)          | Magdalena Gueorguieva | 7m53s65 |

### Skiff duplo feminino
| Pos. | País                    | Atletas                         | Tempo   |
| ---- | ----------------------- | ------------------------------- | ------- |
|      | Alemanha Oriental (GDR) | Birgit Peter Martina Schroeter  | 7m00s48 |
|      | Romênia (ROM)           | Elisabeta Lipă Veronica Cogeanu | 7m04s36 |
|      | Bulgária (BUL)          | Stefka Madina Violeta Ninova    | 7m06s36 |

### Skiff quádruplo feminino
| Pos. | País                    | Atletas                                                        | Tempo   |
| ---- | ----------------------- | -------------------------------------------------------------- | ------- |
|      | Alemanha Oriental (GDR) | Kerstin Förster Kristina Mundt Beate Schramm Jana Sorgers      | 6m21s06 |
|      | União Soviética (URS)   | Irina Kalimbet Svetlana Mazyi Inna Frolova Antonina Doumtcheva | 6m23s47 |
|      | Romênia (ROM)           | Anişoara Bălan Anişoara Minea Veronica Cogeanu Elisabeta Lipă  | 6m23s81 |

### Dois sem feminino
| Pos. | País                | Atletas                         | Tempo   |
| ---- | ------------------- | ------------------------------- | ------- |
|      | Romênia (ROM)       | Olga Homeghi Rodica Arba        | 7m28s13 |
|      | Bulgária (BUL)      | Radka Stoyanova Lalka Berberova | 7m31s95 |
|      | Nova Zelândia (NZL) | Nicola Payne Lynley Hannen      | 7m35s68 |

### Quatro com feminino
| Pos. | País                    | Atletas                                                                             | Tempo   |
| ---- | ----------------------- | ----------------------------------------------------------------------------------- | ------- |
|      | Alemanha Oriental (GDR) | Martina Walther Gerlinde Doberschütz Carola Hornig Birte Siech Sylvia Müller (tim.) | 6m56s00 |
|      | China (CHN)             | Zhang Xianghua Hu Yadong Yang Xiao Zhou Shouying Li Ronghua (tim.)                  | 6m58s78 |
|      | Romênia (ROM)           | Marioara Traşcă Veronica Necula Herta Anitas Doina Bălan Ecaterina Oancia(tim.)     | 7m01s13 |

### Oito com feminino
| Pos. | País                    | Atletas | Tempo   |
| ---- | ----------------------- | --- | ------- |
|      | Alemanha Oriental (GDR) | Annegret Strauch Judith Zeidler Kathrin Haacker Ute Wild Anja Kluge Ramona Balthasar Beatrix Schröer Uta Stange Daniela Neunast (tim.)    | 6m15s17 |
|      | Romênia (ROM)           | Doina Bălan Marioara Traşcă Veronica Necula Herta Anitas Adriana Bazon Mihaela Armăşescu Olga Homeghi Rodica Arba Ecaterina Oancia (tim.) | 6m17s44 |
|      | China (CHN)             | Zhou Xiuhua Zhang Yali He Yanwen Han Yaqin Zhang Xianghua Zhou Shouying Yang Xiao Hu Yadong Li Ronghua (tim.)                             | 6m21s83 |

## Quadro de medalhas do remo
| Ordem | País                   | Medalha de ouro | Medalha de prata | Medalha de bronze | Total |
| ----- | ---------------------- | --------------- | ---------------- | ----------------- | ----- |
| 1     | GDR Alemanha Oriental  | 7               | 1                | 1                 | 9     |
| 2     | ITA Itália             | 2               | 0                | 0                 | 2     |
| 3     | ROM Romênia            | 1               | 4                | 2                 | 7     |
| 4     | FRG Alemanha Ocidental | 1               | 1                | 1                 | 3     |
| 5     | GBR Grã-Bretanha       | 1               | 0                | 1                 | 2     |
| 6     | NED Países Baixos      | 1               | 0                | 0                 | 1     |
| 7     | USA Estados Unidos     | 0               | 2                | 1                 | 3     |
| 7     | URS União Soviética    | 0               | 2                | 1                 | 3     |
| 9     | BUL Bulgária           | 0               | 1                | 2                 | 3     |
| 10    | CHN China              | 0               | 1                | 1                 | 2     |
| 11    | SUI Suíça              | 0               | 1                | 0                 | 1     |
| 12    | NZL Nova Zelândia      | 0               | 0                | 2                 | 2     |
| 13    | YUG Iugoslávia         | 0               | 0                | 1                 | 1     |